# 尚志功
尚志功（1920年—1995年10月31日），河北省灵寿县人。中华人民共和国铁道部副部长。

## 生平
出生在一个贫苦农民家庭，12岁就给地主当长工。1937年参加晋察冀八路军。1938年2月入党。历任通讯员、班长、排长、连长、1942年任晋察冀军区第四军分区特务团训练队队长。1943年至1945年，任四分区特务团侦察连长，先后在平山、灵寿等地奇袭日军，捕捉汉奸，消灭土顽，参加了攻打获鹿县城、袭击石家庄日军飞机场等特种战斗。
解放战争期间，1946年11月任察哈尔军区张家口警备司令部特务团警卫连连长、察哈尔军区第六军分区司令部侦察股股长。1947年10月任察哈尔军区第六军分区独立团二营营长。1948年11月任察哈尔军区独立第十三团副团长。1949年5月任华北军区第二○九师教导大队大队长。 
1951年初，任中国人民志愿军第68军第204师第610团团长，1951年6月参加抗美援朝。1951年10月文登阻击战中，指挥所部成功抗击了美二师、韩军和法军的“坦克劈入战”，第610团被中国人民志愿军授予“三等功臣团”，光荣称号，荣获“坚守文登川十三个月，变敌坦克为废铁”锦旗一面，并给尚志功记三等功一次。此次作战经验，以《陆军步兵团山地反坦克作战之成功战例》列入《团级战斗战例选》。1953年7月，率团参加了金城反击战。1978年八一电影制片厂拍成军教片《坚守文登川》。
1954年任中国人民志愿军参谋学校教授会主任，总结研究作战经验，培训参谋干部。1955年7月任中国人民志愿军第二十兵团工程指挥所参谋长、龙岩浦工程指挥所参谋长，帮助朝鲜人民重建家园，恢复生产。
1958年随部队回国后，1959年3月任铁道兵第十师副师长，1960年晋升为上校军衔。1965年9月14日任铁道部第十师师长。部参加甘青、青藏、成昆等铁路修建。1969年9月27日任铁道兵司令部副参谋长。1975年8月任铁道兵后勤部部长。1978年8月任铁道兵司令部参谋长。组织指挥了襄渝、南疆等铁路建设。1983年1月任铁道兵指挥部指挥员，是铁道兵队伍军队时期最后一任主要领导。1983年7月任铁道部副部长、铁道部党组成员，分管全路基建、战备、外资等工作，领导和组织指挥了中国第一条双线重载电气化铁路——大秦铁路以及北疆铁路、京广复线等铁路建设。1984年2月至1987年9月兼任铁道部工程指挥部指挥、党委第一书记，是铁道部“兵改工”后首任领导。具体研究制定了铁道兵部队并入铁道部的改编方案，定点落户和兵改工后队伍转轨变型的一系列经营战略决策，提出了“立足路内，面向社会，一业为主，多种经营”的工作方针。1987年10月离职休养。
第六届全国人大代表，获三级独立自由勋章、三级解放勋章。1988年授予独立功勋荣誉章。